# 白小松
白小松（1893年—1959年），云南昆明人，中华人民共和国政治人物。
担任西南军政委员会委员、云南省监察委员会主任、云南省政协副主席。1954年，当选第一届全国人民代表大会代表。